# Cousinia
Cousinia Cass. – rodzaj roślin z rodziny astrowatych (Compositae Gis.). Według The Plant List w obrębie tego rodzaju znajduje się 687 gatunków o nazwach zweryfikowanych i zaakceptowanych, podczas gdy kolejnych 68 taksonów ma status gatunków niepewnych (niezweryfikowanych). Jest trzecim co do liczebności w gatunki rodzajem w rodzinie astrowatych – po starcu (Senecio L.) i rodzaju Vernonia Schreb. – oraz najliczniejszym w podrodzinie Carduoideae. Rośnie naturalnie na obszarze od basenu Azji Mniejszej po Azję Środkową i zachodnie Himalaje. Aż 379 gatunków występuje endemiczne w górskich regionach Iranu, Afganistanu i Turkmenistanu. W samym Iranie zarejestrowano 277 gatunków tego rodzaju, z czego aż 217 jest endemitami. Gatunkiem typowym jest C. orientalis (Adams) K.Koch

## Morfologia
PokrójWieloletnia lub dwuletnia (rzadko jednoroczna) bylina. Łodyga jest zdrewniała, podczas gdy młode pędy są zielne, pokryte kolcami (rzadko bez nich).
LiścieSkórzaste, kolczaste. Liść na brzegu jest ząbkowany, klapowany lub pierzasty (rzadko są całobrzegie).
KwiatyPokrywy są sztywne i  mają lejkowaty, cylindryczny lub kulisty kształt. Kwiaty są obupłciowe. Maja białą, żółtą, różową lub purpurową barwę. Dno kwiatowe jest gęsto pokryte włoskami. Pylniki mają frędzelkowate wypustki. Znamię i górna część owocolistka pokrywa jest rozproszonymi krótkimi włoskami.
OwoceNagie niełupki bardzo zróżnicowane w formie i wielkości ze względu na gatunek. Puch kielichowy jest chropowaty i nietrwały.

## Systematyka
Pozycja systematyczna według APweb (aktualizowany system APG III z 2009)
Angiosperm Phylogeny Website adaptuje podział na podrodziny astrowatych (Asteraceae) opracowany przez Panero i Funk w 2002, z późniejszymi uzupełnieniami. Zgodnie z tym ujęciem rodzaj (Cousinia Cass.) należy do plemienia Cardueae, podrodziny Carduoideae (Sweet) Cass. W systemie APG III astrowate są jedną z kilkunastu rodzin rzędu astrowców (Asterales), wchodzącego w skład kladu astrowych w obrębie dwuliściennych właściwych. 
Lista gatunków